# Biała (powiat piotrkowski)
Biała – wieś letniskowa w Polsce, położona na szlaku wodnym Pilicy na Równinie Piotrkowskiej w województwie łódzkim, w powiecie piotrkowskim, w gminie Sulejów. 
Miejscowość 31 grudnia 2007 liczyła 445 mieszkańców.
Przez las na wschód od wsi przebiega szlak turystyczny pieszy: Szlak Partyzancki (czerwony). Na obszarze sołectwa Biała znajdują się: ośrodek kolonijno-wczasowy PGE, ośrodek wypoczynkowy FMG "Pioma" oraz ośrodek wypoczynkowy PZL-ZSM.

## Historia
Pierwsza wzmianka o osadzie pochodzi z 1176. Od 1919 we wsi działa Ochotnicza Straż Pożarna. W 1967 wieś została zelektryfikowana. W latach 1988–1989 z inicjatywy ks. Jerzego Wiśniewskiego została wybudowana kaplica rzymskokatolicka pw. św. Jana Chrzciciela. W latach 1998–2004 przebiegająca przez miejscowość droga została wyasfaltowana. Latem 2005, TVP2 nakręciła we wsi reportaż Starzy kawalerowie, który został wyemitowany w dwóch programach informacyjnych: "Panoramie" i "Łódzkich Wiadomościach Dnia".
W latach 1975–1998 miejscowość należała administracyjnie do województwa piotrkowskiego.